# Patric Chiha

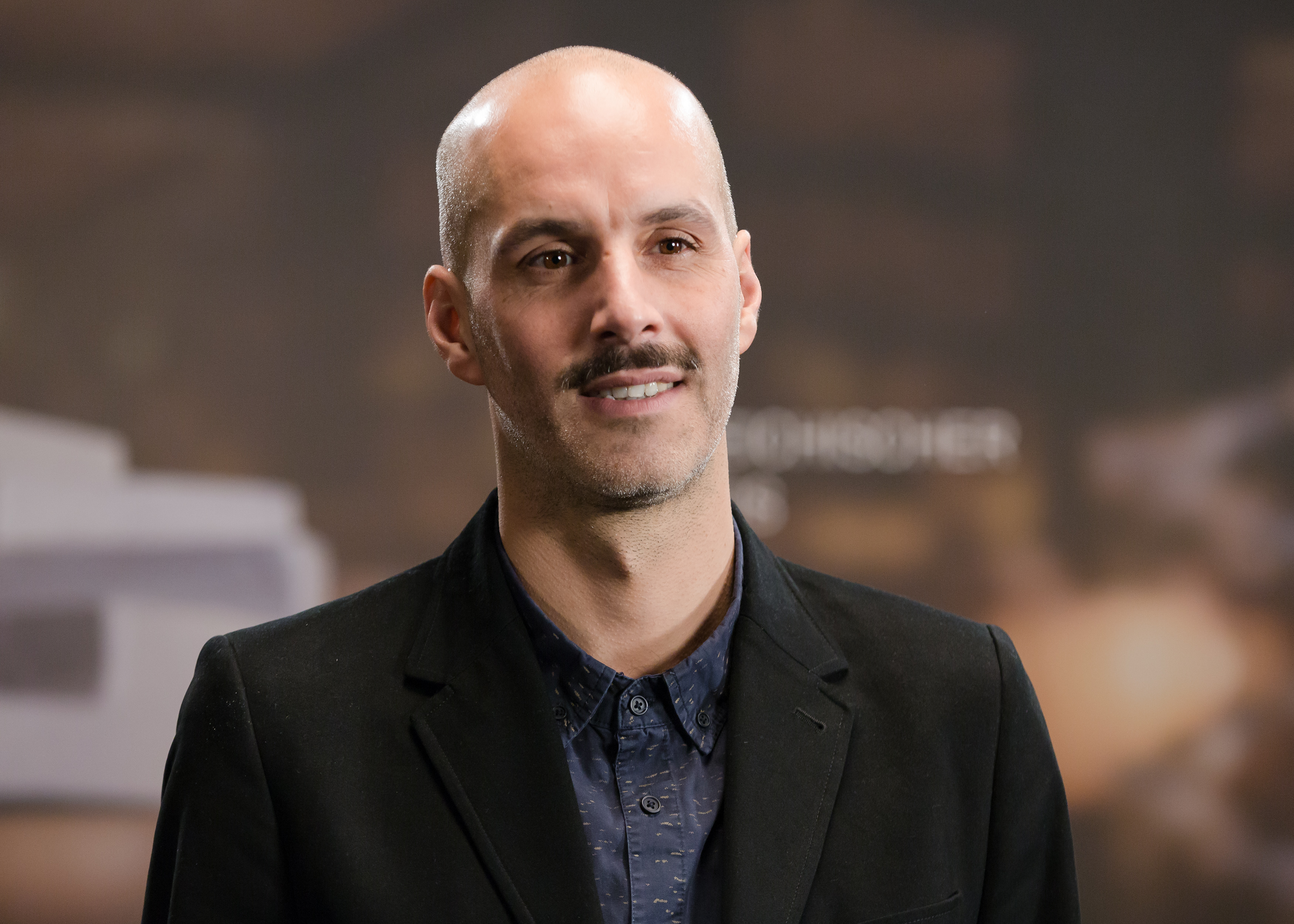
Patric Chiha (2017)

Patric Chiha (* 1975 in Wien) ist ein österreichischer Filmregisseur.

## Leben
Patric Chiha wurde 1975 in Wien geboren. Er lebt seit seinem 18. Lebensjahr in Paris, wo er zunächst Modedesign studierte. Darauf folgte ein Studium der Filmmontage an der INSAS in Brüssel. 2009 drehte er seinen ersten Langspielfilm Domaine, der beim Filmfestival in Venedig Premiere feierte. Seine Filme werden erfolgreich auf internationalen Festivals gezeigt. Darunter Boys like us (2014) und die Dokumentarfilme Brüder der Nacht (2016) und Si c’était de l’amour (2019), die beide auf der Berlinale uraufgeführt wurden. Das Tier im Dschungel (2023), der ebenfalls für seine Premiere auf die Berlinale eingeladen wurde, ist sein fünfter abendfüllender Film.
Retrospektiven seiner Filme fanden in der Filmoteca in Madrid, in der Tabakalera in San Sebastian, in der Cinémathèque von Toulouse und beim Festival Travelling in Rennes statt.

## Filmografie
Filme:
- 2009: Domaine
- 2014: Boys Like Us
- 2016: Brüder der Nacht
- 2019: Wenn es Liebe wäre (Si c’était de l’amour)
- 2023: Das Tier im Dschungel (La Bête dans la jungle)

Kurzfilme:
- 2004: Casa Ugalde
- 2005: Die Herren (Les Messieurs)
- 2006: Home[9]
- 2007: Où se trouve le chef de la prison?
- 2012: Sol LeWitt-Centre Pompidou

## Hörspiele
- 2007: Le Plancher de Jeannot[10]
- 2011: Quelque chose de concret[11]

## Auszeichnungen
- Home: Pantin IFF/Côté Court – Preis der Presse & Preis Emergence
- Où se trouve le chef de la prison?: Belfort IFF/Entrevues – Preis Janine Bazin
- Domaine: Frankreich – Nominiert für den Prix Louis Delluc 2010
- Brüder der Nacht: Österreich – Nominiert für den Österreichischen Filmpreis 2017 (Bester Dokumentarfilm & Beste Kamera)[12], Curitiba IFF – Special Jury Award, FID Marseille – GNCR Award, Belfort IFF/Entrevues – Camira Award, Montreal IFF/RIDM – Award for Best Cinematography, Bergen IFF – Award for Best Documentary, Duisburg/Duisburger Filmwoche – 3sat-Dokumentarfilmpreis[13], Mexiko-Stadt IFF/FICUNAM – Award for Best Director, Beirut LFF – Special Mention, Paris/Festival du Film LGBT Chéries Chéris – Best Actors Award, Belgrad/Merlinka Festival – Special Mention, Cosquín IFF/FICIC – Special Mention, Palermo IFF/Sicilia Queer Filmfest – Award for Best Film, Milano FF/Mix Milano – Award for Best Documentary, Brüssel IDFF/Festival Filmer à Tout Prix – Jury Award
- Si c’était de l’amour: Teddy Award für den besten Dokumentar-/Essayfilm 2020[14], Arte-Dokumentarfilmpreis im Rahmen der 44. Duisburger Filmwoche[15], Perso IFF – Award for Best Film, Diagonale – Award for Best Cinematography[16]
- Das Tier im Dschungel: Nominiert für den Prix Louis Delluc 2023[17], Diagonale – Preis für das beste Kostümbild 2023[18]